# Códice Vaticanus B

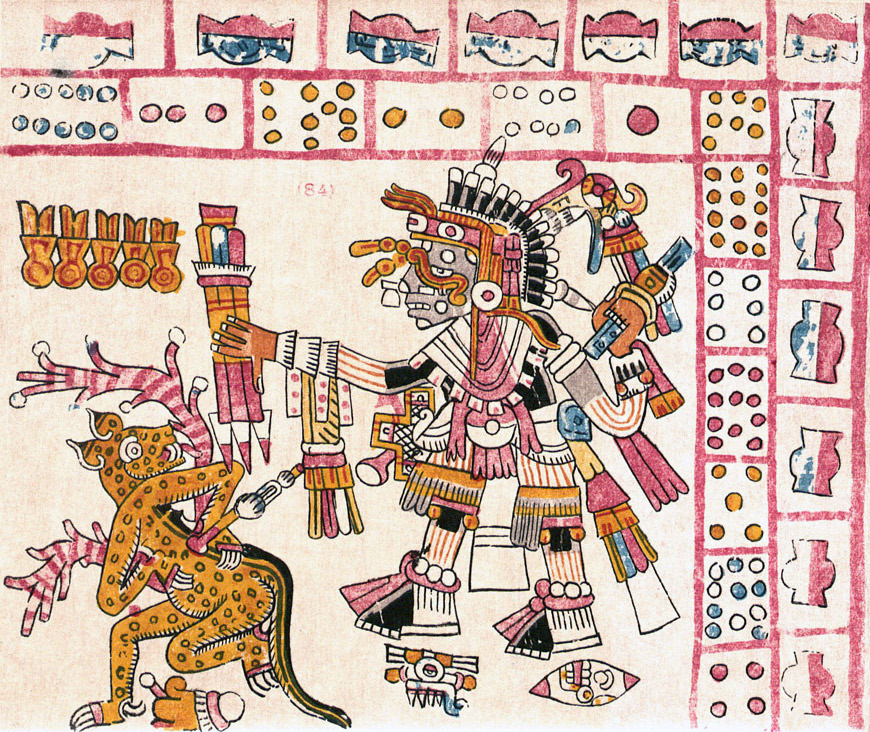
Página do Codex Vaticanus B

O Códice Vaticanus B, (Vaticano, Bibl.Vat., Vat.Lat.773) também conhecido como Codex Vaticanus 3773, Codice Vaticano Rituale e Códice Fábrega, é um manuscrito pictórico pré-colombiano da América Central, provavelmente da parte Puebla da região Mixteca, com conteúdo ritual e calendárico. É membro do grupo de manuscritos Borgia. Atualmente está faz parte do acervo da Biblioteca do Vaticano.

## Descrição
O Códice Vaticanus B é um livro dobrável em tela feito de dez segmentos de pele de veado unidos, medindo 7.240 centímetros de comprimento total. Esses segmentos foram dobrados em 49 páginas em forma de acordeão, cada página medindo 14,5 por 12,5 centímetros, tornando-se um dos menores códices mesoamericanos. A pele de veado foi coberta por gesso brilhante polido. Linhas vermelhas são usadas para enquadrar e dividir partes das composições, contornos pretos são usados para demarcar figuras e, finalmente, um conjunto limitado de aproximadamente seis cores foi usado para colorir. O livro mantém suas capas originais, duas mesas de madeira coladas nas extremidades da tira de camurça. Originalmente, esta encadernação era coberta com pedras preciosas: hoje, apenas um único azulejo turquesa permanece.

## História
A história deste manuscrito é anterior a 1596, a data em que aparece em um catálogo do Vaticano onde foi atribuído o número 3773, é atualmente desconhecida. A entrada do catálogo original declara: "Religião dos índios em desenhos, imagens e hieróglifos, em papéis com pranchas. O papel tem largura de 7 dedos e se estende até 32 palmas, com fotos nos dois lados. Ele foi dobrado como uma dobra de tela e adquiriu a forma de um livro." Especula-se que o livro chegou ao Vaticano junto com o Códice Vaticanus 3738.
O códice talvez tenha sido mencionado pela primeira vez por Michele Mercatti em seu trabalho sobre os obeliscos de Roma (1589), e uma única página foi publicada por Athanasius Kircher em sua obra Oedipus Aegyptiacus (1652). Foi notado pela primeira vez por Lino Fábrega, um estudioso jesuíta que tentou a primeira interpretação do Códice Borgia. O barão von Humboldt reproduziu outras páginas, e a primeira edição completa foi a de Lord Kinsborough. Em 1896, Joseph Florimond, duque de Loubat, preparou outro fac-símile e, anos depois, financiou um comentário de Eduard Seler, publicado em 1902 em Londres. Um fac-símile moderno de Ferdinand Anders apareceu em 1972, publicado pela Akademische Drucku. Verlagsanstalt (ADEVA) em Graz. Outra versão das fotografias fac-símile da ADEVA, com comentário em espanhol de Anders e Marteen Jansen, apareceu em 1993, co-editada pela ADEVA e pelo editorial mexicano Fondo de Cultura Económica.

## Conteúdo
O Códice Vaticanus B pode ser dividido em 31 seções, que contêm uma apresentação complexa do calendário divinatório mesoamericano de 260 dias, o tonalpohualli. O conteúdo é fornecido conforme proposto por Elizabeth Hill Boone.
1. Almanaque em extenso (1-8).
2. Quarenta dias organizados em lista agrupada, associada a cinco ou seis pares de figuras (9a-11a).
3. Setenta e seis dias organizados como uma lista de grupo, associada a seis divindades em cinco templos e uma construção (9b-11b).
4. Almanaque de escavação (12).
5. Sinais de trinta e dois dias dispostos em uma lista ao redor de dois templos (13-14).
6. Sinais de trinta e um dias dispostos entre um templo noturno e um templo diurno (15-16).
7. Almanaque direcional com um tonalpohualli organizado como uma mesa compactada de acordo com quatro deuses e árvores cósmicas (17-18).
8. Portadores do céu noturno. (19a-23a).
9. Senhores da noite (19b-23b).
10. Ataques de animais (24-27).
11. Patronos de sinais do dia (28-32).
12. Almanaque de nascimento (33a-42a).
13. Almanaque do casamento (42b-33b).
14. Almanaque da chuva (43-48).
15. O verso começa. Tonalpohualli em trecenas (49-8).
16. Almanaque da chuva associado aos quatro quartos (69).
17. Sinais de 20 dias associados a 4 divindades, começando com 11 Movimentos (70).
18. Quarenta e cinco dias associados a nove bocas terrestres em nove células, cinco dias para cada célula (71).
19. Bebedores de Pulque (72).
20. Quatro serpentes (73).
21. Almanaque corporal/diagramático (74).
22. Almanaque corporal arranjado sobre Quetzalcoatl e Mictlantecuhtli (76).
23. Almanaque corporal com uma figura dupla de Quetzalcoatl/Mictlantecuhtli (76).
24. Veado do leste e norte (77 à direita).
25. Os cinco Cihuateteo e Macuiltonaleque (77 esq-79).
26. Almanaque de Vênus (80-84).
27. Almanaque corporal de vinte dias organizado em torno de um gambá e um macaco (85-86)
28. Patronos de sinais diurnos (87-94).
29. Vinte dias cantam associados a quatro escorpiões (95 à direita).
30. Primeiras quatro trecenas irradiando ao redor de uma faca central de sílex (95 à esquerda).
31. Almanaque corporal ou 'veado de nossa carne' (59).